# Pierre Gonon
Pierre Gonon   (6è districte de París, 4 de febrer de 1924 - Bordeus, 18 de febrer de 2007) és un atleta francès, especialista en curses de velocitat, que va competir durant la dècada de 1940.
En el seu palmarès destaca una medalla de plata en els 4x100 metres relleus al Campionat d'Europa d'atletisme d'Oslo de 1946. Formà equip amb Agathon Lepève, Julien Lebas i René Valmy. Fou subcampió francès dels 200 metres i tercer dels 100 metres el 1946.

## Millors marques
- 100 metres. 10,7" (1948)
- 200 metres. 21,9" (1946)[3]